# Penrith Howard bárója
Penrith Howard bárója Egyesült Királyságbeli főnemesi cím. 1930-ban hozták létre Esmé Howard diplomata számára, aki korábban az Amerikai Egyesült Államokban brit nagyköveteként szolgált. A híres Howard család tagjaként Henry Howard-Molyneux-Howard unokája volt, aki Bernard Howard, Norfolk 12. hercegének öccse volt. 2010-től a címet unokája, a harmadik báró viseli, aki 1999-ben követte apját.
A szócikk speciális jelölései
A szócikkhez szorosan kötődő főnemesi címek mellett előfordulhat a ( 1488 II) jelzés. Ez azt jelenti, hogy a nemesi címet a skót peerage-ben, főrendben hozták létre 1488-ban. Ez volt a cím második létrehozása. Gyakran csak a létrehozás sorszámát jelentő római számokat adjuk meg.

## Bárók
Esme William Howard (1863–1939), Penrith Howard 1. bárója
Esme William Howard a XX. század elejének egyik legbefolyásosabb brit diplomatájává lett nyelvi tehetsége és kapcsoaltépítő készségei által. 1885-ben csatlakozott a diplomáciai szolgálathoz, és több fontos állomáshelyen teljesített szolgálatot, többek között Rómában, Berlinben, Bécsben és Stockholmban. Az első világháború alatt brit nagykövetként dolgozott Svédországban, majd a párizsi békekonferencián is részt vett. 1919-ben spanyolországi nagykövete lett, majd 1924-ben Washingtonba helyezték, ahol az Egyesült Államokhoz fűződő kapcsolatok javításán dolgozott. 1930-ban vonult vissza, amikor megkapta az örökletes Penrith Howard bárója címet.
Francis Howard  (1905–1999), Penrith Howard 2. bárója
Tanulmányait a bathi Downside Schoolban kezdte, majd a Cambridge-i Egyetem Trinity College-ban  szerzett diplomát 1928-ban. 1932-től ügyvéd gyakornok volt. Kapitányi rangot szerzett a Királyi Tüzérségnél, harcolt. a második világháborúban, ahol hadifogságba esett.
Philip Esmé Howard (1945–), Penrith Howard 3. bárója
Philip Esmé Howard tanulmányait a Yorkshire-i Ampleforth College-ban kezdte és az Oxfordi Egyetem Christ Church kollégiumában fejezte be. 1984 és 1997 között a Lehman Brothers ügyvezető igazgatója volt.

## Családfa
A családfán csak a szócikk szempontjából fontos személyeket tüntettük fel.
- Henry Howard (1608–1652),  Arundel 20. grófja[m 1] ∞ Elizabeth Stuart (1610–1673/74)
  - Bernard Howard (1641–1717)[m 2]
    - Bernard Howard (1674–1735)[m 3]
      - Henry Howard (1713–1787)[m 4]
        - ...lásd Norfolk hercegei
        - Henry Thomas Howard (Molyneux) (1766–1824)[m 5]
          - Henry Howard (1802–1875)[m 6]
            - Esmé Howard (1863–1939),  Penrith Howard 1. bárója
              - Francis Howard (1905–1999),  Penrith Howard 2. bárója
                - Philip Esmé Howard (1945–),  Penrith Howard 3. bárója
                  - Thomas Philip Howard (1974–)

## Címer
A címer a Norfolk hercegek címere, de a pajzstartókon a Greystoke bárók ( 1295) pajzsával. Esmé William Howard, az első Penrith báró, 1863-ban a Greystoke-kastélyban született, amely a Howard család birtoka volt. A Howard család és a Greystoke bárói cím közötti kapcsolat a XVI. századra nyúlik vissza, amikor a Howard család házasság révén megszerezte a Greystoke birtokot. A Howard család egyik ága, amelyhez Esmé Howard is tartozott, a Greystoke-kastélyban élt, így a család és a birtok között szoros kapcsolat alakult ki. Ez magyarázza, hogy a Penrith bárója címerében miért szerepelnek a Greystoke bárói címere.

## Fordítás
- Ez a szócikk részben vagy egészben  a   Baron Howard of Penrith című angol Wikipédia-szócikk ezen változatának fordításán alapul.  Az eredeti cikk szerkesztőit annak laptörténete sorolja fel. Ez a jelzés csupán a megfogalmazás eredetét és a szerzői jogokat jelzi, nem szolgál a cikkben szereplő információk forrásmegjelöléseként.